# Rapanuik
A rapanuik vagy rapa nuik („Nagy Rapa”) a Csendes-óceánban fekvő Húsvét-sziget polinéz őslakosai. Az őslakók nyelvén magát a szigetet is Rapa Nuinak nevezik. Napjainkban a sziget lakosságának 60%-át a rapanuik teszik ki. Nyelvük a rapanui nyelv. A rapanui legkeletibb polinéz kultúra. A Húsvét-sziget eredeti népének leszármazottai a jelenlegi Húsvét-sziget lakosságának mintegy 60%-át teszik ki, és lakosságuk jelentős része Chile szárazföldi részén él. Beszélik a hagyományos rapa nui nyelvet és Chile elsődleges nyelvét (spanyol).
2011-től Rapa Nui fő bevételi forrása a turizmusból származott, amely a moai nevű óriási szobrokra összpontosít.
A 2002-es népszámláláskor a sziget lakóinak száma 3304 volt – csaknem mindegyikük a nyugati parton fekvő Hanga Roa faluban lakott.

## Külső hivatkozások
- Rapanui - The Edmunds and Bryan Photograph Collection Rapanui régészeti emlékei